# 亨德森 (阿肯色州)
亨德森（英語：Henderson）是位於美國阿肯色州巴克斯特縣的一個非建制地區。該地的面積和人口皆未知。

## 地理
亨德森的座標為36°22′50″N 92°13′40″W / 36.38056°N 92.22778°W，而該地的平均海拔高度為205米（即673英尺）。